# Eschenkamp
Eschenkamp ist eine Hofschaft in der bergischen Großstadt Wuppertal. 

## Lage und Beschreibung
Die Hofschaft liegt im Nordwesten der Stadt auf 183 m ü. NHN im Tal des Brucher Bachs im Westen des Wohnquartiers Eckbusch des Stadtbezirks Uellendahl-Katernberg nahe der Stadtgrenze zu Wülfrath. Am Ort vorbei verläuft die Bundesautobahn 535.
Benachbarte Wohnplätze und Ortschaften sind Schloss Aprath, Obenaprath, Theisbruch, Neuenhaus, Koxhof, Schmalt, Großhöfchen, Kohleiche, Zum Löh, Melandersbruch, Hixter, Kotthaus, Wiesenhaus, Frankholzhäuschen, Zum Kothen und das Gut Steinberg. Das ebenfalls benachbarte Steinbergsspliß ist abgegangen.

## Geschichte
Eschenkamp gehörte in der frühen Neuzeit zu den kleinen Gütern des Hofs Theisbruch.
Auf der Topographischen Aufnahme der Rheinlande von 1824 ist der Ort als Heiskamp und auf der Preußischen Uraufnahme von 1843 als E(unleserlich)kamp eingezeichnet. Auf Messtischblättern trägt der Ort im Laufe des 20. Jahrhunderts den Namen Eschenkamp.
Im 19. Jahrhundert gehörte Eschenkamp zu der Honschaft Oberdüssel der Bürgermeisterei Wülfrath. Damit gehörte es von 1816 bis 1861 zum Kreis Elberfeld und ab 1861 zum alten Kreis Mettmann. Eschenkamp lag unmittelbar an der Grenze zwischen Oberdüssel und der Gemeinde Sonnborn, die 1880 in Vohwinkel umbenannt wurde.
Der Hof besaß im Jahr 1830 eine Fläche von umgerechnet 4 Ha und 34,04 Ar. Der Hof gehörte zu dieser Zeit einem Besitzer aus Aprath. 1888 lebten in Eschenkamp elf Einwohner in einem Wohnhaus.
Mit der Kommunalreform von 1929 wurde der östliche Teil der Gemarkung Oberdüssel um Eschenkamp von Wülfrath abgespalten und in die neu gegründete Stadt Wuppertal eingemeindet.